# Brian Boitano
Brian Anthony Boitano (Mountain View, 22 ottobre 1963) è un ex pattinatore artistico su ghiaccio statunitense.
Come dilettante fu medaglia d'oro ai XV Giochi olimpici invernali del 1988 a Calgary, per passar al professionismo a partire dalla stagione seguente.

## Caratteristiche tecniche
Boitano è ricordato per la sua tecnica di salto, e per le sue capacità tecniche sia in ambito dilettantistico che professionista. Fu il primo pattinatore statunitense ad aver eseguito con successo un triplo axel nel 1982; fu il primo atleta a tentare un salto quadruplo in gara e, nel 1987, introdusse una sua figura: il Tano triple lutz (triplo lutz di Tano), nella quale il pattinatore, eseguendo il salto, solleva il braccio sinistro sopra la testa.
Boitano spinse i limiti tecnici del suo sport a livelli sorprendenti, se si considerano quelli che erano gli elementi che i pattinatori eseguivano normalmente nei 10 anni precedenti all'ultima esibizione di Boitano da dilettante, e quelli che sarebbero poi stati nei 10 anni successivi al suo abbandono dalle scene. Il contrasto tra la difficoltà degli elementi di una gara tra il 1978 e il 1988 sono notevoli, mentre le figure eseguite da Boitano nel 1988 sono ancora oggi una parte importante di una esibizione di alto livello.
Anche in ambito professionistico Brian Boitano fu il primo pattinatore a eseguire il triplo axel e portò a compimento sei tripli salti ai campionati del mondo. Prima dell'entrata in scena di Boitano, il pattinaggio artistico professionista non enfatizzava affatto le capacità tecniche degli atleti, ma le cose cambiarono notevolmente dopo il suo ingresso.

## Biografia
Brian Boitano debuttò sul palcoscenico mondiale come non professionista alla XIV Giochi olimpici invernali nel 1984 a Sarajevo, classificandosi 5º. L'anno successivo partecipò al campionato mondiale, ottenendo il terzo posto. Fu in questa occasione che nacque la sua rivalità con il pattinatore canadese Brian Orser, una rivalità che avrebbe segnato buona parte della sua carriera amatoriale e che sarebbe stata denominata dalla stampa dell'epoca the battle of the Brians, la battaglia dei Brian, giocando sul nome di battesimo di entrambi i pattinatori. Nel 1986 Boitano partecipò al campionato mondiale di Ginevra, in Svizzera, e ottenne il primo posto, obiettivo che però fallì al successivo campionato del 1987 di Cincinnati, nel quale tuttavia introdusse la figura da lui denominata "Tano Triple Lutz".
Nel 1988 partecipò ai Giochi olimpici invernali di Calgary, vincendo la medaglia d'oro per il pattinaggio di figura maschile, portando a compimento sei salti tripli, tra cui due tripli axel e una combinazione di triplo toe loop, in quella che venne considerata dai media una delle migliori esibizioni nella storia di questo sport. Quello stesso anno, vinse anche, per la seconda volta, il campionato mondiale. In seguito a queste vittorie, Boitano si lanciò nel professionismo, inanellando una serie consecutiva di 5 vittorie al Campionato Mondiale per professionisti.
Negli anni tra il 1988 e il 1991 portò in tournée negli Stati Uniti lo spettacolo Witt and Boitano Skating, insieme alla pattinatrice tedesca Katarina Witt, anche lei campionessa olimpica. Nel 1994 vinse nuovamente il Campionato Mondiale per professionisti, e iniziò poi la preparazione per le olimpiadi. Sebbene il regolamento olimpico vietasse la partecipazione di professionisti per le competizioni di pattinaggio, nel 1993 l'International Skating Union introdusse una clausola, che diventò famosa come "clausola Boitano", con la quale permetteva ai pattinatori professionisti di reintegrarsi come dilettanti. In questo modo, il pattinatore statunitense poté partecipare alle Olimpiadi del 1994 a Lillehammer, in Norvegia, nelle quali si classificò sesto.
Nel 2013 si dichiara gay e viene scelto come rappresentante statunitense della delegazione in missione ai Giochi olimpici di Sochi 2014, assieme alle atlete lesbiche Billie Jean King e Caitlin Cahow. L'inclusione di atleti dichiaratamente omosessuali nella delegazione statunitense e la rinuncia a partecipare del Presidente Barack Obama sono stati interpretati come messaggio politico alla Russia, che ha leggi molto restrittive nei confronti delle persone omosessuali. L'atleta ha dichiarato di essere orgoglioso di vivere in un paese che promuove la diversità, l'apertura e la tolleranza.

## Palmarès

### Risultati
| Internazionali            | Internazionali | Internazionali | Internazionali | Internazionali | Internazionali | Internazionali | Internazionali | Internazionali | Internazionali | Internazionali | Internazionali | Internazionali |
| Evento                    | 1977–1978      | 1978–79        | 1979–80        | 1980–81        | 1981–82        | 1982–83        | 1983–84        | 1984–85        | 1985–86        | 1986–87        | 1987–88        | 1993–94        |
| ------------------------- | -------------- | -------------- | -------------- | -------------- | -------------- | -------------- | -------------- | -------------- | -------------- | -------------- | -------------- | -------------- |
| Giochi olimpici invernali |                |                |                |                |                |                | 5°             |                |                |                | 1°             | 6°             |
| Campionati mondiali       |                |                |                |                |                | 7°             | 6°             | 3°             | 1°             | 2°             | 1°             |                |
| Skate America             |                |                |                |                | 3°             |                | 1°             |                | 2°             | 1°             |                | 2°             |
| Skate Canada              |                |                |                |                |                | 1°             |                |                |                |                | 2°             |                |
| NHK Trophy                |                |                |                |                |                |                |                | 3°             | 1°             |                |                |                |
| St. Ivel International    |                |                |                |                |                |                |                | 1°             |                |                |                |                |
| Nebelhorn Trophy          |                |                | 3°             |                |                |                |                |                |                |                |                |                |
| St. Gervais International |                |                | 3°             |                |                |                |                |                |                |                |                |                |
| Internazionali: Junior    |                |                |                |                |                |                |                |                |                |                |                |                |
| Campionati mondiali       | 3°             |                |                |                |                |                |                |                |                |                |                |                |
| Nazionali                 |                |                |                |                |                |                |                |                |                |                |                |                |
| Campionati statunitensi   | 1° J           |                | 5°             | 4°             | 4°             | 2°             | 2°             | 1°             | 1°             | 1°             | 1°             | 2°             |

### Riconoscimenti
- Introdotto nella United States Figure Skating Hall of Fame (1996).
- Introdotto nella World Figure Skating Hall of Fame (1996).

## Citazioni
- Una caricatura di Brian Boitano, in cui viene ritratto come un supereroe appare come personaggio ricorrente nella serie a cartoni animati South Park già a partire dall'episodio pilota "The Spirit of Christmas". Nel lungometraggio South Park - Il film: più grosso, più lungo & tutto intero i protagonisti cantano una canzone intitolata "What Would Brian Boitano Do" nella quale si attribuiscono allo sportivo imprese fantasiose (e alquanto improbabili) come aver "sconfitto Kublai Khan", aver costruito le piramidi e aver "salvato l'umanità" viaggiando nel tempo fino all'anno 3010 sconfiggendo il re dei robot.